# Basilica Opimia
De Basilica Opimia was een basilica in het Oude Rome. Het gebouw stond direct naast de Tempel van Concordia op het Forum Romanum en werd gebouwd door de consul Lucius Opimius, die in 121 v.Chr. ook de tempel liet herbouwen. Gezien de beschikbare ruimte kan het geen groot gebouw geweest zijn.
Tiberius liet in 7 v.Chr. de tempel nogmaals herbouwen en bij deze gelegenheid werd de Basilica Opimia afgebroken. Er zijn geen restanten van teruggevonden.